# Panticeu
Panticeu es una comuna de Rumania, en el distrito de Cluj.

## Demografía
Su población en el censo del año 2002 era de 2014 habitantes.